# Chœurs de l'Union européenne
Les Chœurs de l'Union européenne sont un ensemble vocal européen créé en 1958 et composé de plus de 20 nationalités. Le groupe est basé à Bruxelles, ville où siègent de nombreuses institutions de l'Union européenne.
Les Chœurs de l'UE promeuvent la musique à travers l'Europe et l'idée de la fraternité entre les peuples à travers la musique. Le Grand Chœur symphonique et l'Ensemble vocal de l'Union européenne, qui composent le groupe, se produisent aussi bien dans le cadre de divers engagements artistiques ou de productions propres que lors d'évènements européens.
Les Chœurs de l'Union européenne sont une Association Internationale à But Artistique.

## Historique
Les Chœurs de l'Union européenne naissent en 1958 sous le nom des Chœurs des Communautés européennes, dans le sillage du traité de Rome, comme association internationale à but artistique, et obtiennent le parrainage de Walter Hallstein, alors président de la Commission de la CEE ainsi que celle d’Étienne Hirsch, président de la Communauté européenne de l'énergie atomique.
Au début des années 1960, les Chœurs inaugurent des concerts de Pâques à la cathédrale Saint-Michel avec les Passions selon saint Jean et Saint Matthieu de Johann Sebastian Bach, données en alternance, en présence de la reine Élisabeth de Belgique.
Les autorités des différents pays font régulièrement appel aux Chœurs qui peuvent se réjouir de compter 22 nationalités parmi ses choristes et sont considérés comme les ambassadeurs musicaux de l’Europe. C’est pourquoi les Chœurs participent aux grands événements européens, présidences semestrielles de pays membres, remises du Prix Charlemagne aux grandes personnalités européennes, entrée de la Grèce, puis de l’Autriche dans la Communauté européenne, célébration des anniversaires de l’Europe (par exemple en France, le centenaire de la naissance de Jean Monnet). La Symphonie nº 9 de Beethoven de Beethoven pour la Réunification allemande à Bonn en 1990 ainsi que sa célébration à Bruxelles en octobre 2010, inauguration à Bruxelles, en 1998, des nouveaux bâtiments du Parlement européen en présence de son président et du roi Albert II de Belgique. Ils prennent part à des festivals de musique belges et européens ou à des émissions télévisées comme Le Grand Échiquier (France 2) consacrée à Jacques Delors.

## Répertoire
Les Chœurs de l’Union européenne (telle est leur nouvelle appellation depuis le traité de Maastricht en 1993) se sont produits dans de nombreuses capitales et villes à l’étranger (e.a. Aix-en-Provence, Athènes, Bâle, Berlin, Berne, Cannes, Copenhague, Dublin, Édimbourg, Genève, Graz, La Haye, Luxembourg, Milan, Palerme, Rome, Strasbourg). Ils y ont chanté les grandes œuvres chorales depuis Bach jusqu’à nos contemporains, en passant par Charpentier, Vivaldi, Telemann, Haendel, Haydn, Mozart, Cherubini, Beethoven, Schubert, Mendelssohn, Schumann, Verdi, Gounod, Franck, Bruckner, Brahms, Saint-Saëns, Bizet, Dvorak, Fauré, Puccini, Jongen, Stravinsky, Villa-Lobos, Honegger, Orff, Poulenc, Janssens et Vanherenthals.

## Créations mondiales
Les Chœurs de l'Union européenne ont participé à plusieurs reprises à la mise en place de nouvelles œuvres.
Tel est le cas d'Anamnèse de Michel Lysight, créée le 2 octobre 2011 à l'Eglise Saint-Marc à Uccle (Bruxelles) sous la direction du compositeur.
Le 30 août, les Chœurs de l'Union européenne participent à la création mondiale de l'œuvre de Jacques Alphonse De Zeegant, Le Chemin des Dames, une symphonie pour mezzo-soprano (Kinga Borowska), orchestre (Hulencourt Soloists) et chœurs écrite pour la célébration du centenaire de la Première Guerre Mondiale. Le concert a lieu en la Cathédrale Notre-Dame de Laon sous la direction de Benjamin Ellin.

## Collaborations
Les Chœurs ont collaboré avec des orchestres de renom tels le Klassische Philharmonie-Bonn|, l'Orchestre symphonique de la Monnaie, l'Ensemble orchestral de Bruxelles, le Philharmonie der Nationen (de), l’Orchestre de Radio-Télé-Luxermbourg, le Philharmonia Hungarica, l'Orchestre de la Résidence de La Haye, l’Orchestre régional de Cannes-PACA, le Grand Orchestre d’harmonie des guides, l’Ensemble orchestral de Paris, l’Orchestre philharmonique de Liège, l’Orchestre Filarmonica Georg Enescu-Bucarest, l’Orchestre national de Belgique, le Grazer Symphonisches Orchester, le Sinfonia Varsovia, l’Ensemble Christos Leontis (el) ou Orchestre philharmonique de Strasbourg.
Ils ont été dirigés par des chefs prestigieux tels Theodor Guschlbauer, Dirk Brossé (en), Erich Kleiber, Eugen Jochum, Benjamin Ellin, Hans Knappertsbusch, Paul Kletsky, John Nelson, Robert King, Philippe Bender, Pierre Bartholomée, Yuri Simonov, Niksa Bareza (hr), Mélanie Thiébault ou Facundo Agudin, aux côtés d’éminents solistes tels que les solistes de la Chapelle musicale Reine Élisabeth, José Van Dam, Werner van Mechelen, Jules Bastin, Agnès Giebel, Hans Hotter, Hermann Prey, Lucrecia West, Barbara Hendricks, Claron McFadden, Guy De Mey (en), Fernand Koenig, Michel Trempont, Marcel Vanaud, Vincent Lesage, Hilde Coppé, Isabelle Everaerts, Elise Gäbele, Patrick Van Goethem (en) ou Mady Urbain.
Le 9 mai 1998, à l’invitation du Mouvement européen international et à l’occasion de son 50e anniversaire, à La Haye, en compagnie du Nederlands Concert Koor, les Chœurs interprètent la 9e Symphonie de Beethoven sous la direction de sir Yehudi Menuhin.
Le 24 mars 2007, dans le cadre des festivités célébrant le 50e anniversaire de la signature du traité de Rome, les Chœurs sont invités au spectacle Stars of Europe retransmis depuis l’Atomium dans 50 pays.
Le 24 octobre 2008, les Chœurs ont célébré leur 50e anniversaire en interprétant Elias de Felix Mendelssohn sous la baguette de Theodor Guschlbauer.
En février 2011, les Chœurs ont accompagné l'orchestre et les chœurs de La Monnaie pour l'exécution de Das klagende Lied de Gustav Mahler sous la baguette de Harmut Haenchen.
En 2010 et 2012, les Chœurs ont participé au traditionnel Concert de Noël de l'Orchestre national de Belgique sous la baguette de Patrick Davin et de Dirk Brossé.
En 2012, l'ensemble choral s'est produit à Strasbourg avec l'Orchestre philharmonique de Strasbourg sous la direction de Marko Letonja

## Chefs de chœur
Depuis leur création jusqu'à 1990, les Chœurs étaient sous la direction de Jean Jakus.
Depuis septembre 1990, le chef de chœur est le belge Dirk De Moor.

## Les concerts
En plus des nombreuses collaborations ponctuelles, les Chœurs de l'Union Européenne organisent annuellement deux cycles de concerts, les Concerts de Printemps et d'Automne, et chantent lors de la cérémonie commémorative au Fort de Breendonk accompagnés de la Musique Royale des Guides.